# Trioblattella callosoma
Trioblattella callosoma är en kackerlacksart som först beskrevs av Morgan Hebard 1926.  Trioblattella callosoma ingår i släktet Trioblattella och familjen småkackerlackor. Inga underarter finns listade i Catalogue of Life.